# Флаг принца
Флаг принца (нидерл. Prinsenvlag) — исторический флаг республики Соединённых провинций (нынешние Нидерланды), который первоначально использовался оранжистами во время восьмидесятилетней войны. Впервые использовался во время битвы при Брилле. Флаг принца был сделан на основе цветов ливреи Принца Оранского-Нассауского Виллема I, в честь которого и назван. Эти цвета (начиная с верхнего): оранжевый, белый и синий, поэтому флаг иногда также называют «рыже-бело-синий» (нидерл. oranje-blanje-bleu). Оранжевый символизирует княжество Оранж, которое принц унаследовал от Рене де Шалона, белый — борьбу за свободу и высшую власть, а синий — один из главных цветов графства Нассау. Использовалось несколько вариантов флага с разным количеством полос. 

## История
Первое упоминание о флаге датируется 1572 годом, когда гёзы при захвате Брилле использовали этот флаг. В 1587 году адмиралтейство Зеландии заказало эти флаги для использования на своих военных кораблях. Вскоре он стал флагом восстания и был использован в качестве флага Республики Соединённых провинций. Позже оранжевый цвет был заменён красным. Есть несколько теорий, почему это произошло. Наиболее вероятными являются:
- Во-первых, оранжевый краситель давал отблеск красного цвета, поэтому в конце концов решили использовать красный цвет.
- Во-вторых, к смене цвета могла привести борьба между противниками и сторонниками принца с 1781 по 1795 гг., так как первые использовали флаг с красной полосой, а вторые — с оранжевой.
- Третья теория гласит, что могло сыграть свою роль и то, что оригинальные цвета были слишком блёклыми, чтобы видеть их издалека, например, на море. Поэтому лазурный цвет был заменён на синий, а оранжевый — на ярко-красный.
- Ещё одна теория гласит, что французы, с помощью которых была основана Батавская республика, настаивали на флаге с цветами, похожими на цвета французского флага.

Во времена Батавской республики флаг теряет оранжевый; флаг становится похожим на флаг Франции. Брат Наполеона, Людовик I Бонапарт, правивший Королевством Голландским, говорил, что «В Королевстве Голландия нет места для оранжевого», и выбрал вместо него красный цвет. Как ни странно, в 1813 году, когда французы были изгнаны, флаг принца снова использовался недолго. Король Вильгельм I решил оставить все как было и предпочитал французские цвета: красный, белый и синий. В том же году впервые появляется красный флаг с оранжевой полоской.
В 30-х годах XX века флаг принца был популярен среди сторонников радикального Национал-социалистического движения (NSB). Однако, королева Вильгельмина в 1937 году, отчасти как сигнал NSB, издала королевский указ, из которого следовало, что только красный, белый и синий цвета определяются как цвета флага Нидерландов.
Сегодня Флаг принца часто используется сторонниками идей Великих Нидерландов и пользуется популярностью среди крайне правых движений, таких как Националистическое Народное Движение.

## Южная Африка
Флаг принца также служил в качестве основы для прежнего флага Южной Африки. Он был принят в 1928 году и был вдохновлён бывшим голландским флагом. В белую часть флага были включены флаги (слева направо) Великобритании, Оранжевого Свободного государства и Трансвааля. Флаг был заменён на нынешний в 1994 году, после падения режима апартеида.